# Метью Гатчинс
Метью Гатчинс (англ. Matthew Hutchins; 19 вересня 1994) — новозеландський плавець.
Учасник Олімпійських Ігор 2016 року.